# Bradley Carnell
Bradley Carnell (ur. 21 stycznia 1977 w Johannesburgu) – południowoafrykański piłkarz grający na pozycji defensywnego pomocnika bądź obrońcy, reprezentant kraju.

## Kariera klubowa
Carnell jako junior grał w zespołach Southern Suburbs oraz Robertsham Callies. W 1992 roku został zawodnikiem klubu Wits University, grającego w National Soccer League. W sezonie 1996/1997 rozpoczął z nim występy w Premier Soccer League. W 1997 roku odszedł do innego zespołu PSL – Kaizer Chiefs, z którym w sezonie 1997/1998 wywalczył wicemistrzostwo Południowej Afryki.
W 1998 roku Carnell przeszedł do niemieckiego VfB Stuttgart. W Bundeslidze zadebiutował 19 września 1998 w przegranym 0:1 meczu z TSV 1860 Monachium, a 6 marca 1999 w wygranym 2:0 spotkaniu z Eintrachtem Frankfurt strzelił swojego pierwszego gola w Bundeslidze. W sezonie 2002/2003 wraz z zespołem wywalczył wicemistrzostwo Niemiec.
W 2003 roku Carnell przeniósł się do Borussii Mönchengladbach, także występującej w Bundeslidze. Po 1,5 roku odszedł stamtąd do zespołu Karlsruher SC z 2. Bundesligi. W sezonie 2006/2007 awansował z nim do Bundesligi i grał tam przez kolejne dwa sezony.
W 2009 roku Carnell został zawodnikiem Hansy Rostock (2. Bundesliga). Po sezonie 2009/2010 i spadku Hansy do 3. Ligi, Carnell odszedł do południowoafrykańskiego Supersport United. Spędził tam sezon 2010/2011, a następnie zakończył karierę.
W Bundeslidze rozegrał 134 spotkania i zdobył 3 bramki.

## Kariera reprezentacyjna
W latach 1997–2010 w reprezentacji Południowej Afryki rozegrał 42 spotkania. W 2002 roku znalazł się w drużynie na Puchar Narodów Afryki. Wystąpił na nim w meczach z Burkina Faso (0:0), Ghaną (0:0), Marokiem (3:1) i Mali (0:2), a Południowa Afryka odpadła z turnieju w ćwierćfinale.
Również w 2002 roku Carnell został powołany do kadry na mistrzostwa świata. Zagrał na nich w spotkaniach z Paragwajem (2:2), Słowenią (1:0) i Hiszpanią (2:3), a Południowa Afryka zakończyła turniej na fazie grupowej.

## Po zakończeniu kariery
Po zakończeniu kariery Carnell rozpoczął pracę jako asystent trenera. Funkcję tę pełnił w zespołach Free State Stars (asystent Giovanniego Solinasa) oraz Orlando Pirates (asystent Augusto Palaciosa oraz Muhsina Ertuğrala), a w 2017 roku został asystentem Jessego Marscha w New York Red Bulls.